# Francesc Codonyer
Francesc « Paco » Codonyer i Caballero, né à Valence le 18 octobre 1935 et mort à Benaguasil le 1er janvier 1025, est un écrivain d'expression catalane et activiste culturel et politique espagnol antifranquiste, considéré comme une figure historique du valencianisme,.

## Biographie
Il naît dans le quartier de La Seu (es) de la ville de Valence, dans une famille de fonctionnaires travaillant pour la députation provinciale, temporairement exclus à la fin de la guerre civile.
Il entre en contact avec le militantisme culturel valencien dès l'âge de 15 ans.
Avec d'autres représentants de la nouvelle génération d'activistes valencianistes ayant grandi dans l'après-guerre civile — dont son frère Josep Lluís et Enric Tàrrega, qui seront également partenaires d'un grand nombre de ses activités militantes à venir  —, il intègre les Joventuts del Rat Penat — organisation de jeunesse de Lo Rat Penat (LRP) — au début des années 1950, dont il devient le premier président, avec Antoni Bargues au poste de secrétaire,. Il suit les cours de langue valencienne dispensés par Carles Salvador dans le cadre de LRP,, association au sein de laquelle il entre en contact avec des militants de la génération antérieure comme Xavier Casp et Miquel Adlert. Il participe pendant plusieurs années aux tertulias du groupe Torre dirigé par ces derniers,. En 1959, Editorial Torre publie un petit recueil de contes dont il est l'auteur, intitulé Els minuts i la distància (« Les Minutes et la Distance »).
En 1951, à l'occasion d'une activité de promotion du Diccionari català-valencià-balear à Valence, il fait la connaissance de Joan Fuster,. Il est attiré par les nouvelles idées, plus radicales et progressistes, défendues par ce dernier et finit par s'éloigner du courant représenté par Casp et Adlert, qui professent un valencianisme politiquement conservateur. En 1956, il participe à un voyage en Catalogne à l'occasion duquel les jeunesse valencianistes entrent en contact avec les militants nationalistes catalans. L'année suivante, Francesc et Josep Lluís, Tàrrega, Bargues, Josep Giner, Eugeni Boscà — le futur époux de Merxe Banyuls (ca) — et d'autres fondent la Distribuïdora General de llibres catalans, destinée à diffuser le livre en valencien dans la région,,.
Il devient par la suite un leader de la gauche nationaliste opposée à la dictature franquiste. Ainsi, toujours accompagné de son frère Josep Lluís et d'Enric Tàrrega, il est l'un des cofondateurs de l'organisation politique clandestine Front marxiste valencien (en) au milieu des années 1960,,,. Au début des années 1960, avec les mêmes et Eliseu Climent, entre autres, il participe à l'organisation de plusieurs rassemblements (aplecs) destinés à la jeunesse nationaliste,,.
En 1962, en raison de ses activités politiques clandestines au sein du Parti communiste d'Espagne (PCE) , avec d'autres activistes parmi lesquels Jaume Pérez Montaner et Màrius Garcia Bonafé (ca) il est jugé à Madrid pour « rébellion militaire »  et condamné à une peine d'emprisonnement que tous purgent à Carabanchel,,. Ils sont libérés après une quinzaine de mois — Paco Codonyer sort le 15 août 1963 — à la suite d'une grâce accordée par le général Franco en hommage au nouveau pape Paul VI.
Il obtient une licence en histoire à l'université de Valence en 1965. Il enseigne ensuite le français à Sagonte pendant quelques années mais finit par être renvoyé par le gouverneur civil en raison de ses ennuis judiciaires antérieurs. Dès lors et jusqu'à sa retraite, il travaille comme délégué médical.
En 1978, il participe à la fondation d'Acció Cultural del País Valencià, dont le premier président est Joan Fuster.
Durant la période de pré-autonomie, il exerce — avec peu de moyens — comme secrétaire du département (Conselleria) de Transport et de Bien-être social de la Généralité valencienne sous la présidence de Josep Lluís Albiñana entre avril 1978 et juin de l'année suivante,. Il est candidat du PCE au sénat en mars 1979,,.
Selon Ernest Garcia, Paco Codonyer est avec Doro Balaguer une figure fondamentale « pour expliquer la diffusion des idées valencianistes dans le communisme valencien. »
En 1981, avec d'autres membres des secteurs nationalistes (valencianistes), en tension avec la direction d'Antonio Palomares à cause de divergences idéologiques, notamment autour du futur statut d'autonomie de la région, il est exclu du PCPV — auquel il est affilié depuis sa légalisation en 1974, encore sous l'appellation générique de PCE, — ,,. L'année suivante, il participe à la fondation d'UPV, avec, entre autres, d'autres membres des secteurs les plus nationalistes du PCPV, marginalisés par le président Palomares. Il poursuivra son travail de militance au sein de ce parti au cours des années 1980.
En 1982, il est le présentateur de l’Aplec de Castelló, grand rassemblement valencianiste célébré à Castellón en commémoration du 50e anniversaire de la signature des normes orthographiques qui avaient servi de référence à la production écrite valencienne par la suite, que le blavérisme contesta en proposant des normes alternatives à partir de 1979, marqué par un célèbre discours de Fuster — Ara o mai —.
En raison de problèmes de santé et d'une certaine désillusion idéologique, il se retire pratiquement de la vie publique dans les dernières années de sa vie.
Il meurt le 1er janvier 2015.
Francesc Codonyer était père de l'activiste culturelle et politique Anna Codonyer Salvà (1971-2023). Un peu plus d'un an après sa mort, elle fait paraître chez Tres i Quatre un recueil de poésies intitulé Escrits en la intimitat (« Écrits dans l'intimité »), rassemblant des textes écrits par son père lors de son séjour en prison,,.